# Единец
Единец (прежнее название — Единцы; рум. Edineț) — город и муниципий в Молдавии, центр Едине́цкого района. В состав города входят сёла Александрены и Новые Гординешты.

## История
Впервые Единцы упоминаются в грамоте Александра Доброго, по которой земля между реками Чугор, Раковец и Прут выделялась ворнику Ивану Купчичу для основания сёл. С 1835 года Единцы — местечко Хотинского уезда Бессарабской губернии.
Евреи составляли большинство населения в XIX — начале XX века. В 1897 году из 10211 жителей насчитывалось 7379 евреев. Значительная часть иммигрировала в начале XX века в страны Латинской Америки (в том числе Бразилию, Аргентину, Венесуэлу, Чили), Палестину и США. В первые месяцы Второй мировой войны не успевшие эвакуироваться евреи были депортированы сначала в пересыльный лагерь-гетто в Вертюжанах, а затем в Транснистрию, откуда многие не вернулись.
В 1870 году в Единцах была построена каменная церковь святого Василия, открыт первый свечной завод. Раз в неделю здесь проводились крупные ярмарки, где продавалось по 300—500 голов крупного рогатого скота, 100—150 овец. В 1876 году были открыты первые две школы: одна для мальчиков и одна для девочек. В 1885 году был открыт первый стационарный медицинский пункт, где работали один врач и одна медсестра. В 1930-е годы заработали почта, телеграф и телефонная станция.
11 ноября 1940 года, после присоединения Бессарбии к Советскому Союзу и образования МССР, Единцы становятся районным центром. Во времена МССР в Единцах работали заводы (консервный, винодельческий, маслодельный, деревообрабатывающих станков), птицефабрика, промкомбинат, велась разработка ракушечника.
В 1991 году после выхода Молдавской ССР из Советского Союза, город Единцы был переименован в Единец.
Сегодня в Единец работают около 2200 экономических агентов, среди которых завод «Апромаш», АТБ-12. В промышленности занято только 840 человек, около 2 тысяч человек занято в сфере услуг, свыше одной тысячи — в сельскохозяйственном производстве. В городе действует районная больница, поликлиника, центр семейных врачей, пункт скорой помощи.
В Единцах функционируют одна школа, пять лицеев и колледж.
В городе расположен историко-краеведческий музей, основанный в 1975 году. Картинная галерея.

## Население
| Год                     | 1897 | 1970 | 1989 | 2005 |
| Население, тыс. жителей | 10,2 | 12,6 | 19,8 | 15,6 |

## Экономика
Приграничная торговля — основа городской экономики.